# Fürstenfeldbruck
Fürstenfeldbruck és una ciutat de Baviera (Alemanya). És la capital del districte de Fürstenfeldbruck. La seva població era de 35.494 habitants el 2004.
Fürstenfeldbruck està situada a mig camí entre Múnic i Augsburg, a la riba del riu Amper.
El nom Fürstenfeldbruck és compost de 'bruck', "pont" en el dialecte bavarès, i Fürstenfeld, pel monestir del mateix nom.
Des dels anys 30 és la seu d'una important base aèria.